# 小見川 (香取市)
小見川（おみがわ）は、千葉県香取市の大字。郵便番号289-0313。

## 地理
北は茨城県神栖市息栖、北東は茨城県神栖市高浜、東は阿玉川、川頭、南東は入会地、野田、南は本郷、野田、南西は羽根川、西は本郷、野田、北西は八日市場、小堀に隣接している。
飛び地があり、下小堀、分郷、野田、虫幡、八日市場に隣接している。

## 歴史
中世には粟飯原氏が小見川城を築いた（現在の城山公園）。
江戸時代には利根川支流黒部川沿いの舟運の要地として発展した。17世紀前半以後、譜代大名の内田氏が領主となり、18世紀前半以後は当地に拠点を置いた（小見川藩）。
1889年の町村制施行に伴い、小見川村周辺の村が合併して小見川町が発足した。2006年、香取市の一部となる。

## 世帯数と人口
2017年（平成29年）4月1日現在の世帯数と人口は以下の通りである。
| 大字   | 世帯数    | 人口    |
| ------ | --------- | ------- |
| 小見川 | 2,468世帯 | 5,649人 |

## 小・中学校の学区
市立小・中学校に通う場合、学区は以下の通りとなる。
| 番地 | 小学校                   | 中学校               |
| ---- | ------------------------ | -------------------- |
| 全域 | 香取市立小見川中央小学校 | 香取市立小見川中学校 |

## 施設
- 香取市立小見川中央小学校
- 香取市立小見川中学校
- 千葉県立小見川高等学校
- 香取市立小見川幼稚園
- 小見川中央保育所
- 水郷小見川少年自然の家
- 香取警察署小見川幹部交番
- 香取市小見川学校給食センター
- 八丁面公園
- 城山公園

## 交通

### 鉄道
- 成田線
  - 小見川駅

### 道路
- 国道
  - 国道356号
- 主要地方道
  - 千葉県道28号旭小見川線
  - 千葉県道44号成田小見川鹿島港線
- 都道府県道
  - 千葉県道259号小見川停車場線
  - 千葉県道265号小見川海上線